# 338. Infanterie-Division (Wehrmacht)
La 338. Infanterie-Division fu una divisione dell'esercito tedesco attiva durante la seconda guerra mondiale che venne creata nel 1942 e fu schierata lungo il fronte occidentale dove fu distrutta nel 1945.

## Storia
La divisione fu costituita il 9 novembre 1942 nell'area di addestramento militare di Warthelager e dopo la formazione, venne trasferita nell'area di Anversa come forza di occupazione. Nel febbraio 1943 venne trasferita sulla costa mediterranea, nella zona di Avignone ed il 18 maggio fu riorganizzata in una divisione di terra. Nell'estate del 1944, la divisione occupò il tratto di fronte tra Sète, Montpellier e la foce del Rodano. 
Dopo lo sbarco in Normandia, il 6 giugno 1944, la divisione si stava preparando per spostarsi in Normandia, tuttavia fu sorpresa dall'invasione alleata della Costa Azzurra, il 15 agosto 1944. Le unità della divisione furono coinvolte in pesanti combattimenti nella zona di Aix-en-Provence, Montargis e Villefranche, subendo gravi perdite; i suoi resti si ritirarono verso i Vosgi, combattendo contro gli alleati presso Savasse, La Coucourde, Valence, l'Isère, Saint-Etienne, Les Abrets e Sault-Brenanz. La divisione si ritirò lentamente passando per Lione, Besançon, Franois, Eguilles e Vesoul, dove combatté pesantemente contro gli alleati, dopodiché la divisione si ritirò nella valle della Mosella, vicino a Rupt. Nel mese di ottobre i francesi attaccarono più volte, ma furono respinti. 
La divisione fu sostituita entro il 24 ottobre dalla 269. Infanterie-Division, venne spostata tra Belfort, Montbeliard fino ad arrivare al confine svizzero, e venne anche rinfrescata. Il 14 novembre 1944 ebbe luogo un attacco nemico e la divisione fu costretta a ritirarsi tra Larivière, Foussemagne e Montreux-Vieux. Il 1° dicembre 1944 ci furono pesanti combattimenti contro una testa di ponte alleata che si era formata sul Doller vicino a Lutterbach, e nei giorni successivi ricevette l'ordine di ritirarsi tra Wildenstein e Fellering. Dopo l'inizio dell'offensiva alleata in Alsazia, il 20 gennaio 1945, la divisione fu respinta oltre il Reno con pesanti perdite e dopo diversi combattimenti, fu nuovamente rinfrescata vicino a Friburgo e poi trasferita ad Essen, nella zona della Ruhr, dove fu fatta prigioniera dagli americani nella Sacca della Ruhr.

## Ordine di battaglia
- Grenadier-Regiment 757
- Grenadier-Regiment 758
- Grenadier-Regiment 759
- Artillerie-Regiment 338
- Pionier-Bataillon 338
- Schnelle Abteilung 338
- Divisions-Nachrichten-Abteilung 338
- Divisions-Nachschubführer 338[1]

## Comandanti
- Generalleutnant Josef Folttmann (10 novembre 1942 - 10 gennaio 1944)
- Generalleutnant Rene de l'Homme de Courbière (10 gennaio 1944 - 18 settembre 1944)
- Generalleutnant Hans Oschmann (18 settembre 1944 - 17 settembre 1944)
- Oberst Göbel (17 settembre 1944 - 28 settembre 1944)
- Generalleutnant Hans Oschmann (28 settembre 1944 - 14 novembre 1944)
- Generalmajor der Reserve Rudolf von Oppen (14 novembre 1944 - 29 dicembre 1944)
- Generalmajor Konrad Barde (29 dicembre 1944 - 18 gennaio 1945)
- Generalmajor Wolf Ewert (18 gennaio 1945 - aprile 1945)